# Bruno Boëglin
Bruno Boëglin, né à Châlons-sur-Marne le 6 octobre 1951, est un comédien, auteur et metteur en scène de théâtre français.

## Biographie
Il est le fils de Jean-Marie Boëglin (1928-2020), homme de théâtre,.
En 1967, il fonde sa compagnie, la Compagnie de La Mouche, qui devient le Novothéâtre en 1977. Cette même année, il s'installe au Théâtre de l’Eldorado de Lyon, où il reste jusqu'en 1986. En 1986, il succède à Georges Lavaudant à la direction du Centre dramatique national des Alpes à Grenoble, fonction qu'il occupe pendant 18 mois.
Depuis 1987, il dirige le Novothéâtre, compagnie basée à Lyon, mais qui ne se produit plus dans un lieu fixe et unique.

## Théâtre

### Auteur
- Le Copte
- El asentamiento
- Le Marabout
- Gracias a Dios
- Les Aventures de Sœur Solange

### Comédien
- 1970 : Woyzeck de Georg Büchner, Maisons des Jeunes et de la Culture de Gerland Lyon
- 1981 : Titus Andronicus de William Shakespeare, Festival d’Avignon, Théâtre national de Strasbourg
- 1983 : Le Copte de Bruno Boëglin, TNP Villeurbanne
- 1984 : El asentamiento de Bruno Boëglin, TNP Villeurbanne
- 1986 : Le Marabout de Bruno Boëglin, Lyon, Festival d'Avignon 1987
- 1987 : Gertrud de Hjalmar Söderberg, Maison de la Culture de Grenoble, TNP Villeurbanne, Théâtre de l'Athénée en 1988
- 1990 : La Cité Cornu de Wladyslaw Znorko, mise en scène de l'auteur, Festival d'Avignon
- 1993 : Pan Theodor Mundstock d'après Ladislav Fuks, Festival d'Avignon
- 1999 : Gracias a Dios de Bruno Boëglin, Carlos Calvo, Catherine Marnas, Festival d'Avignon
- 2005 : Les Bonnes de Jean Genet, Théâtre des Amandiers, Théâtre Vidy-Lausanne
- 2007 : Trop humain d’après Donald E. Westlake, Théâtre de l'Elysée Lyon
- 2009 : Koltès voyage en Amérique Latine d’après la correspondance de Bernard-Marie Koltès, Théâtre des Amandiers, Théâtre Vidy-Lausanne

### Metteur en scène
- 1968 : Jacques ou la soumission d’Eugène Ionesco, Lyon
- 1969 : Le Drame des constructeurs d’Henri Michaux, Lyon
- 1970 : Woyzeck de Georg Büchner, Maisons des Jeunes et de la Culture de Gerland Lyon
- 1971 : Les Rats de Raph Soria, Lyon
- 1972 : Le Drame des constructeurs d’Henri Michaux, Lyon et Festival d’Avignon (off)
- 1972 : Les Aventures de lolotte, la raffinerie baladeuse de Jean Kergrist, Lyon
- 1972 : Charles XII d’August Strindberg, Lyon
- 1973 : Le Concile d'amour d’Oscar Panizza, Lyon
- 1973 : Dracula d’après Bram Stoker, Maisons des Jeunes et de la Culture de Gerland, Festival de Lyon et d’Avignon (off)
- 1974 : Yvonne, princesse de Bourgogne de Witold Gombrowicz, Festival de Lyon, TNP Villeurbanne
- 1974 : Une saison en enfer d’Arthur Rimbaud, Lyon, Genève, Nice
- 1976 : La Novia de Bruno Boëglin, d'après Nuit de guerre dans le musée du Prado de Rafaël Alberti, Lyon, Festival d'automne à Paris Théâtre des Bouffes du Nord, TNP Villeurbanne, Maison de la Culture de Grenoble
- 1978 : Sallinger de Bernard-Marie Koltès, Théâtre de l’Eldorado Lyon
- 1978 : La Tempête de William Shakespeare, Théâtre de l’Eldorado Lyon
- 1979 : Amphitryon d’après Plaute, Théâtre de l’Eldorado Lyon
- 1979 : Septem Dies de Vincent Bady, Bruno Boëglin, Nicolas Klotz, d'après Cent ans de solitude de Gabriel García Márquez, Maison de la Culture de Grenoble, Théâtre de l’Eldorado Lyon
- 1980 : El farolito de Marie-Paule Laval, d’après Malcolm Lowry, Théâtre de l’Eldorado Lyon, TNP Villeurbanne
- 1981 : Titus Andronicus de William Shakespeare, Festival d’Avignon, Théâtre national de Strasbourg
- 1981 : Antoine et Cléopâtre de William Shakespeare
- 1981 : La Passion de l’insomniaque d’Enzo Cormann, Théâtre Ouvert, Jardin d’hiver Paris
- 1981 : Le Bateau Cirque de Philippe Raulet, Eden-Théâtre Villeurbanne
- 1982 : C'était hier d'Harold Pinter, Théâtre de l’Eldorado Lyon
- 1982 : Le Slave de Bruno Boëglin d’après Dostoïevski, Théâtre de l’Eldorado Lyon
- 1983 : Les Frères Karamazov de Dostoïevski, Théâtre de l’Eldorado Lyon
- 1983 : Le Copte de Bruno Boëglin, TNP Villeurbanne
- 1984 : Ars moriendi, I-Temporalia d’Enzo Cormann, TNP Villeurbanne
- 1984 : El asentamiento de Bruno Boëglin, TNP Villeurbanne
- 1985 : Liliom de Ferenc Molnár, Feyzin, Théâtre national de Strasbourg, Théâtre de Chaillot, MC Loire Atlantique
- 1986 : Six personnages en quête d'auteur de Luigi Pirandello, Maison de la Culture de Grenoble, TNP Villeurbanne
- 1986 : Le Marabout de Bruno Boëglin, Lyon, Festival d'Avignon 1987
- 1987 : Gertrud de Hjalmar Söderberg, Maison de la Culture de Grenoble, TNP Villeurbanne, Théâtre de l'Athénée en 1988
- 1989 : Noticias del caribe trilogie, Centre Culturel Charlie Chaplin Vaulx-en-Velin
- 1991 : Roberto Zucco de Bernard-Marie Koltès, TNP Villeurbanne, Théâtre de la Ville
- 1993 : Jackets ou la main secrète d'Edward Bond, TNP Villeurbanne
- 1993 : Pan Theodor Mundstock d'après Ladislav Fuks, Festival d'Avignon
- 1999 : Pinocchio d'après Carlo Collodi, Espace Malraux Chambery, Théâtre de l'Odéon
- 1999 : Gracias a Dios de Bruno Boëglin, Carlos Calvo, Catherine Marnas, Festival d'Avignon
- 2002 : Les Aventures de Sœur Solange de Bruno Boëglin, Théâtre des Abbesses
- 2003 : Brautigan ou la vallée du Paradis d'après l'œuvre de Richard Brautigan, Théâtre International de Langue Française
- 2005 : Les Bonnes de Jean Genet, Théâtre Nanterre-Amandiers, Théâtre Vidy-Lausanne
- 2006 : Sur la grand-route d'Anton Tchekhov, Ateliers Berthier Théâtre de l'Odéon, TNP Villeurbanne
- 2007 : Trop humain d’après Donald E. Westlake, Théâtre de l'Elysée Lyon
- 2009 : Koltès voyage en Amérique Latine d’après la correspondance de Bernard-Marie Koltès, Théâtre des Amandiers, Théâtre Vidy-Lausanne
- 2010 : Le Prix Martin de Eugène Labiche, Théâtre des Célestins
- 2013 : Tombé de Bruno Boëglin et Romain Laval, Théâtre des Célestins

## Filmographie

### Cinéma
- 1998 : La Mère Christain de Myriam Boyer

### Télévision
- 2003 puis 2006 : Kaamelott (le chef viking Sven)